# ARO

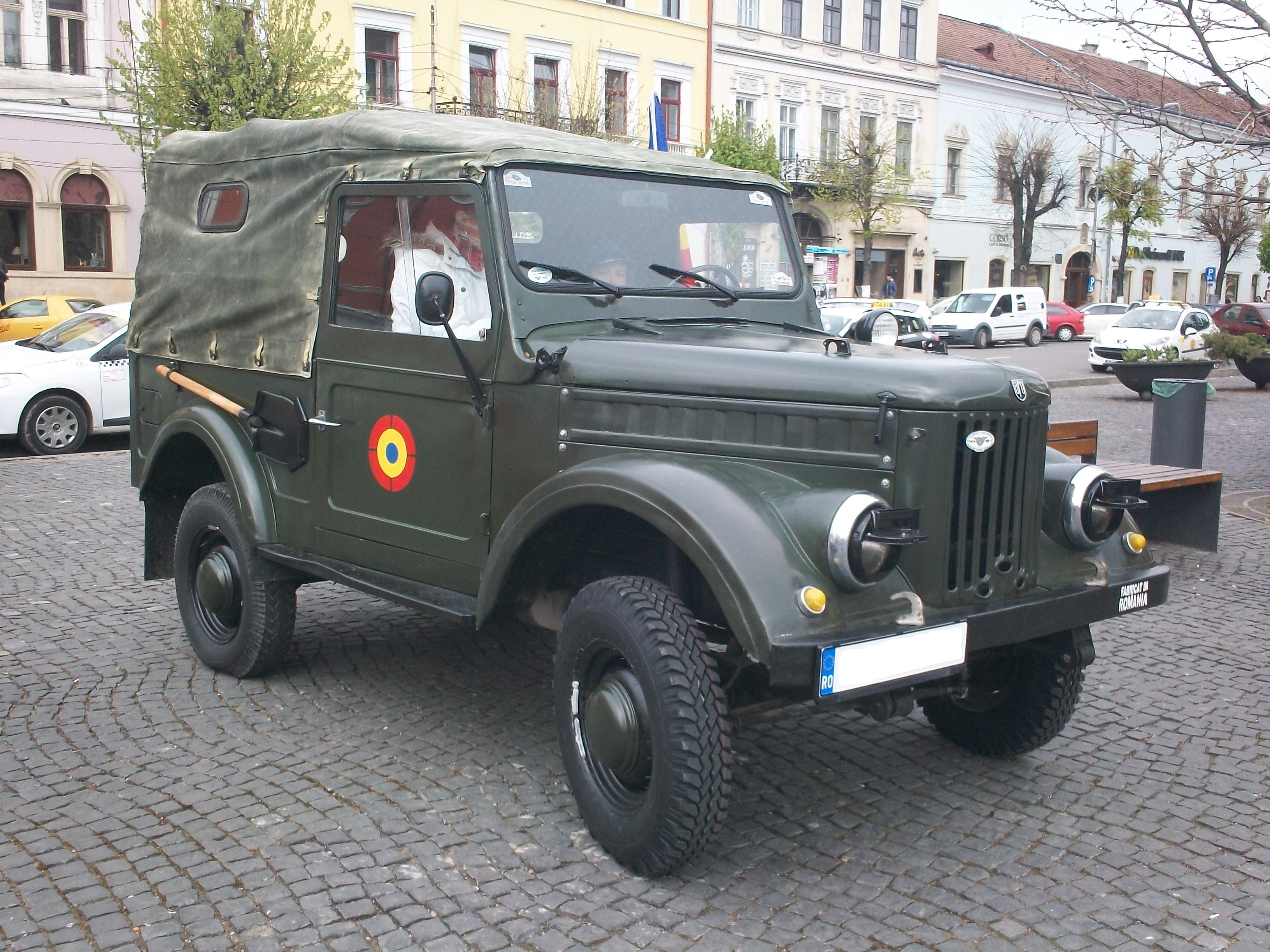
ARO M 461

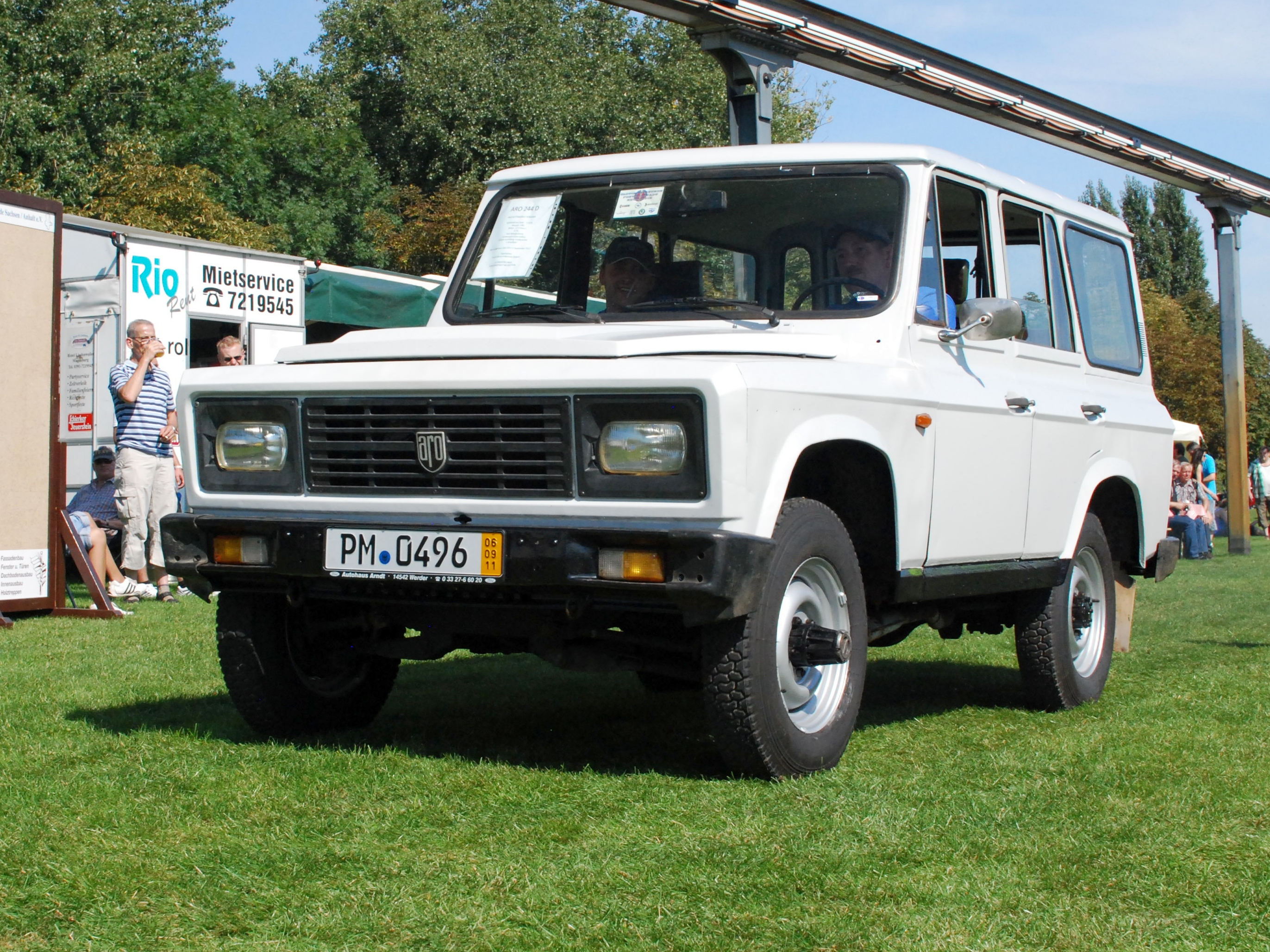
ARO 24

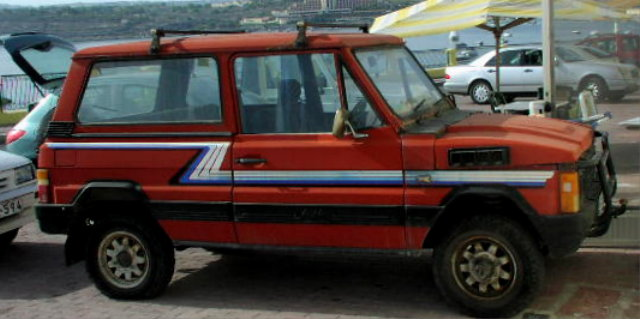
ARO 10

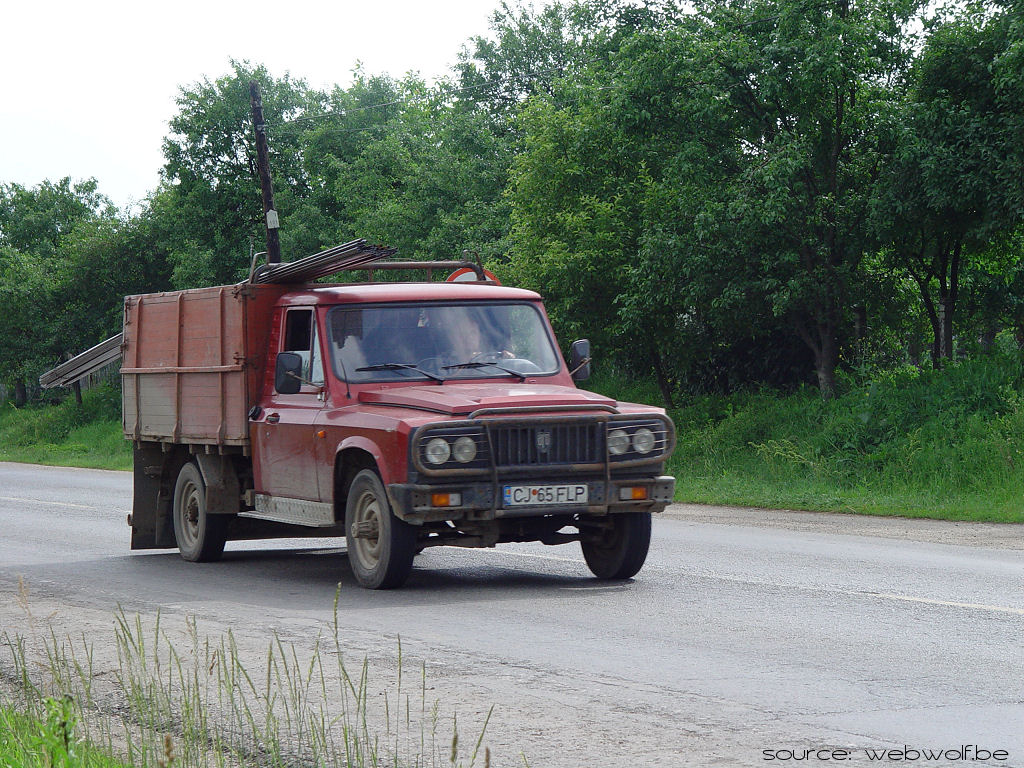
ARO 330 na szosie w Rumunii

ARO (Auto România) − marka rumuńskich samochodów terenowych i nazwa produkującego go przedsiębiorstwa, którego główna siedziba mieściła się w miejscowości Câmpulung w Rumunii. W przeszłości nosiła nazwy Intreprinderea Metalurgica de Stat, Uzina Mecanica Muscel, Intreprinderea Mecanica Muscel i Intreprinderea de Autoturisme Aro.

## Historia i opis firmy
Historia zakładów sięga 1953 roku, kiedy rozpoczęto tu produkcję rowerów i motocykli. Początkowo zakłady nosiły nazwę IMS (Intreprinderea Metalurgica de Stat - Państwowe Zakłady Metalowe). W 1957 roku fabryka rozpoczęła małoseryjną produkcję samochodów terenowych IMS 57, wzorowanych na radzieckich samochodach terenowych GAZ-69. W 1959 roku dokonano modyfikacji modelu IMS 57 i pod nazwą IMS M59 produkowano je masowo do 1964 r. Od 1964 do 1975 roku po małych modyfikacjach samochód był produkowany jako IMS M461, od 1969 roku przemianowany na ARO M461. Model ten zyskał dużą popularność i był eksportowany do 55 krajów, także na rynki krajów zachodnich. Jego odmianą był ARO M473. W latach 1970–1972 fabryka podlegała rekonstrukcji, co łączyło się także ze zmianą nazwy na IMM (Intreprinderea Mecanica Muscel - Zakłady Mechaniczne Muscel). W 1972 roku rozpoczęto produkcję pojazdu własnej konstrukcji − ARO 24. W 1980 roku pojawia się kolejny samochód własnej konstrukcji − ARO 10. We wrześniu 2003 roku amerykańska firma Cross Lander przejęła 68,7% udziałów w ARO, za kwotę 180 000 dolarów. Udziałowiec miał zainwestować w firmę 2 mln dolarów, jednakże nie wywiązał się z umowy i sprawa znalazła swój finał w sądzie. Ostatecznie w czerwcu 2006 roku przedsiębiorstwo ARO ogłosiło bankructwo. Samochody ARO 24 montowane były m.in. w Portugalii przez firmę FMAT jako Portaro oraz montowane w Hiszpanii przez firmę ENASA z Barcelony jako Hisparo, w Brazylii w Manaus przez firmę Cross Lander jako Cross Lander 244X, a także w Czechach przez firmę AutoMaxCzech oraz w Polsce w Łodzi przez firmę Damis. Natomiast model ARO 10 montowano we Włoszech przez firmę ACM.

## Modele ARO
- ARO IMS (1957–1975)
  - IMS 57
  - M 59
  - M 461 (na rynku niemieckim pod nazwą M 473)
- ARO 24 (1972–2006)
  - ARO 240 – dwudrzwiowy, ośmioosobowy
  - ARO 241 – czterodrzwiowy, pięcioosobowy, soft-top
  - ARO 242 – dwumiejscowy pick-up
  - ARO 243 – trzydrzwiowy, ośmioosobowy, hard-top
  - ARO 244 – czterodrzwiowy, pięcioosobowy, kombi
  - ARO 246 – wydłużone kombi
  - ARO 266
  - ARO 328
  - ARO 33 N
  - ARO 35 S
  - ARO 35 M
  - ARO 243
  - ARO 323 – wydłużone kombi
  - ARO 324 – podwozie z kabiną
  - ARO 320 – pick-up
  - ARO 330
  - ARO Dragon – wersja militarna
- ARO 10 (1980–2006)
  - ARO 10.1
  - ARO 10.4
  - ARO 10 Spartana
  - ARO 11.4
  - ARO 10.2
  - ARO 10.3
  - ARO 10.5
  - ARO 10.6 pick-up
  - ARO 10.9
  - ARO 10.0
  - ARO 11.9